# وتمضي الأحزان (فلم)
وتمضي الأحزان فيلم دراما مصري للمخرج أحمد ياسين عام 1979  قصة وحوار بشير الديك وسيناريو مصطفى محرم. الفيلم من بطولة محمود ياسين ونجلاء فتحي  وتدور الأحداث حول الدكتور هاشم الذي يعاني من سطوة الموت التي تلاحقه، حيث يموت والداه وأخته، ثم بعض أقرباؤه، ويقرر عندما يصادف المريضة سهير فِعل كل ما في استطاعته لإنقاذها من الموت.
صدر الفيلم إلى دور العرض المصرية في 29 أكتوبر 1979.
منح موقع قاعدة بيانات الأفلام العربية «السينما.كوم» الفيلم درجة 5.3/ 10.

## طاقم التمثيل
محمود ياسين: في دور الدكتور هاشم
نجلاء فتحي: في دور سهير
سلوى صادق: في دور ليلى (الممرضة)
أمينة رزق: في دور الأم
بالاشتراك مع: صلاح نظمي – إبراهيم سعفان - نادية أرسلان – نعيمة الصغير – إبراهيم عبد الرازق – صلاح رشوان – عبد الغني النجدي – علية علي – سمير رستم – حللي محمد – حمدي يوسف – عدوي غيث – ثريا عز الدين – رأفت راجي – منى عبد الله – محمود سهم – حسين عبد الفتاح.

## أحداث الفيلم
يريد الدكتور هاشم أن يقاوم الموت، وقد وضعته كل الظروف من حوله في مواجهة الموت. لقد تفتحت عيناه على الموت الذي اختطف والدته ووالده وشقيقته، ثم حبيبته وابنة عمه أمل، ولذلك يسخر الدكتور هاشم حياته لمحاربة الموت. يلتقي هاشم بسهير المريضة التي تعاني من مرض خطير، ويباشر علاجها ويجد أنه لابد من إجراء جراحة دقيقة لإنقاذها. تنجح الجراحة التي يجريها الدكتور هاشم، وتتفتح عينا سهير على وجه هاشم، وتبدأ خطوة أخرى نحو مشاعر الحب. تنتقل سهير إلى بيت الدكتور هاشم كي تكون تحت رعايته بعد أن عاودها المرض، لكن الممرضة ليلى التي تحب هاشم سراً ولا تقوى على مصارحته تدبر مكيدة لسهير، وعندما تكشف  بعلاقتها مع هاشم فتقوم الأم بتعنيفها وطردها، ويطلب منها هاشم أن تبتعد عنه فهي تشغله عن أداء مهنته كطبيب، تقيم سهير في أحد البنسيونات بعد أن تعرضت لكثير من المضايقات، وتنتحر في الوقت الذي يصل هاشم متأخراً بعد فوات الأوان.

## روابط خارجية
- مقالات تستعمل روابط فنية بلا صلة مع ويكي بيانات